# Mukai Tadaharu

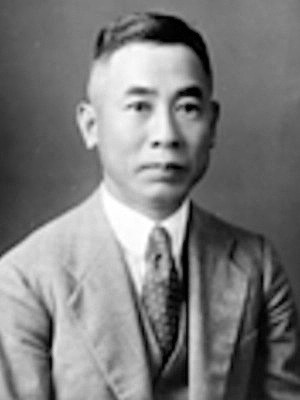
Mukai Tadaharu

Mukai Tadaharu (japanisch 向井 忠晴; geboren 26. Januar 1885 in Tokio; gestorben 19. Dezember 1982) war ein japanischer Unternehmer und Politiker.

## Leben und Wirken
Mukai Tadaharu beendete 1904 die „Tōkyō High School of Commerce“ (heute Hitotsubashi-Universität) und trat in das Unternehmen Mitsui & Co. ein. Nachdem er in einer Auslandsniederlassung gearbeitet hatte, wurde er 1933 Direktor. Er wurde 1939 Vorsitzender und dann auch Vorsitzender des Unternehmens als „Gōmei Kaisha“ (合名会社), also als „Offenen Handelsgesellschaft“, war während des Krieges einer der Leiter des Mitsui-Firmenkonglomerates (三井財閥, Mitsui Zaibatsu). 1943 trat er zurück, nachdem er vom Militär wegen seines Getreidehandels in China kritisiert worden war.
Nach dem Zweiten Weltkrieg wurde Mukai im Dezember 1945 Direktor des Handelsamtes (貿易庁長官) des Handelsministeriums, wurde jedoch dann von den Besatzungsmächten von allen öffentlichen Ämtern ausgeschlossen. Auch nach der Auflösung des Mitsui Zaibatsu unterstützte er hinter den Kulissen deren Einheit. Er war Direktor von Nippon Kayaku (日本化薬) und anderen Unternehmen und wirkte von 1952 bis 1953 als Finanzminister im 4. Kabinett von Yoshida Shigeru. Allerdings konnte er dessen Standpunkt, der die Ausgabe staatlicher Sparbriefe ablehnte, nicht akzeptieren, weshalb er es ablehnte, im Amt zu bleiben und zurücktrat. Danach arbeitete er daran, den Handel mit China zu fördern und das Mitsui Zaibatsu wieder aufzubauen.